# Étoile sportive Malley
 (mai 2022).
Maillots
L'Étoile Sportive Malley, couramment abrégé ES Malley, est un club de football de la ville de Lausanne en Suisse. 
La première équipe du club évolue en 3e ligue (la septième division suisse) lors de la saison 2024-2025.
Les différentes équipes du club s'entraînent au centre sportif de la Blécherette, dans les hauts de la ville. Ce centre d'entraînement sert aussi de siège social du club.

## Histoire

### Origine
L'ES Malley est créé le 27 février 1927 par un trio de jeunes ouvriers inséparables : René Mischler, son frère Rogier Mischler et Théo Dante. Ils avaient l'habitude de jouer aux cartes tous les samedis soir au comptoir du coin. Ce soir de fin février, lassés d'y jouer, ils décident de chercher une autre distraction qui conviendrait mieux à leur tempérament fougueux. Rogier lance l'idée de jouer à la "boule" qu'ont les enfants à la cour de récréation. Après s’être mis d’accord, les trois compères quittent l’établissement et partent dans leur quartier de Malley à la recherche de personnes ayant le gabarit et le courage pour y jouer. Ils réunissent au comptoir le petit monde pour évoquer leur projet. Une personne dans l'assemblée demande : "Mais quel nom qu’on va nous donner ?". Le silence se fait. Rogier se rapproche songeur de la fenêtre, lui qui aimait, comme à son habitude, y regarder le ciel étoilé de la nuit malleysanne et s’exclame : « Étoile !... et pour ne pas la confondre avec toutes celles déjà sollicitées, on en fera une Sportive rien que pour nous ». Cette confirmation inattendue réjouit tous ces Malleysans, qui d’un seul cœur votent pour l’Étoile Sportive de Malley. Quelques semaines plus tard, l’ES Malley écrase 7-0 La Sarraz-Eclépens pour son premier match officiel.

### Repères historiques
- 1927 : Fondation du club qui porte le nom d’un quartier de Lausanne.
- 1942 : Le terrain de l'Usine à Gaz à Malley laisse la place à des abattoirs, le club doit s'expatrier à Renens.
- 1945 : Le club s'installe définitivement dans les hauts de la ville de Lausanne et prend possession du Stade du Bois-Gentil.

### Parcours récent
- 1948 - 1951 : 1re ligue
- 1951 - 1958 : Ligue nationale B
- 1958 - 1965 : 1re ligue
- 1965 - 1969 : 2e ligue
- 1969 - 1970 : 1re ligue
- 1970 - 1977 : 2e ligue
- 1977 - 1986 : 1re ligue
- 1986 - 1992 : Ligue nationale B
- 1992 - 1993 : 1re ligue
- 1993 - 2000 : 2e ligue
- 2000 - 2002 : 2e ligue interrégionale
- 2002 - 2012 : 1re ligue
- 2012 - 2013 : 1re ligue Classic
- 2013 - 2014 : 2e ligue interrégionale
- 2014 - 2015 : 2e ligue
- 2015 - 2016 : 3e ligue

### Palmarès

#### 1religue
- Champion : 1951
- Vice-champion : 1986

#### 1religueGroupe Ouest
- Champion : 1950, 1951, 1986

#### 2eligueinterrégionale Groupe Ouest
- Champion : 1948, 1969, 1977, 2002

#### Coupe de Suisse
- Meilleure performance : Demi-finaliste en 1949 (défaite 3-0 contre le Grasshopper Club Zurich au Stade du Hardturm le 13 mars 1949[2].)

## Infrastructures

### Stade
Depuis le déménagement du club en 1945, la première équipe de l'ES Malley joue dans le Stade du Bois-gentil. D'une capacité de 3 500 places (dont 500 assises), celui-ci possède la particularité historique d'avoir gardé sa tribune couverte d'origine jusqu'en 2019. La tribune mythique du stade a été incendiée de manière criminelle en été 2019. La commune a pris la décision de ne pas la reconstruire en raison du projet de l’éco-quartier des plaines du loup. Le club joue désormais dans le complexe sportif des tuilières.

### Centre d'entraînement
(mai 2022).
Le centre d'entraînement de l'ES Malley se nomme le centre sportif de la Blécherette. Il contient 7 terrains de football (5 en herbe, 1 en synthétique et 1 en terre battue). Il accueille l'entraînement et les matches des principales équipes du club (hormis la première équipe). La construction d'un nouveau centre d'entraînement « ultramoderne », à quelques 200 mètres de l'actuel, est prévue aux alentours de 2016 dans le cadre du projet Métamorphose de réaménagement du quartier de la Blécherette.

## Personnalités du club

### Joueurs
| Nom                    | Matches |
| ---------------------- | ------- |
| Fabio Rego             | 193     |
| Nicola Bastardoz       | 164     |
| Dominique Niederhauser | 142     |
| Renato Rocha           | 133     |
| Marcello Corcetto      | 116     |

| Nom              | Buts |
| ---------------- | ---- |
| Renato Rocha     | 133  |
| Christophe Meoli | 49   |
| Nicolas Hélin    | 38   |
| Marco Gabriele   | 28   |
| Abraham Keita    | 26   |

### Entraîneurs
- juillet 2005-avril 2009 :  Pierre-Albert Chapuisat
- avril 2009-novembre 2010 :  Patrick Isabella
- novembre 2010-septembre 2011 :  Paolo Martelli
- septembre 2011- juin 2012 :  Pierre-Albert Chapuisat
- juillet 2012-mars 2013 :  Nour El Mesbahi
- mars 2013-décembre 2013 :  Antonio Morais
- janvier 2014-juin 2015 :  Benoît Pythoud
- juillet 2016-juin 2018 :  Toumi Trabelsi
- juillet 2021-décembre 2024 :  Paulo Diogo
- Depuis janvier 2025 :  Hervé Lagger